# Charles Joubert
Pour les articles homonymes, voir Joubert.
Henri Joseph Marie Charles Joubert (en littérature : Jean de la Jaline) (Duravel, 1er mars 1875-Vernet-les-Bains, 27 décembre 1947), est un officier de marine et écrivain français. 

## Biographie
Il entre à l'École navale en octobre 1893 et en sort aspirant de 2e classe en août 1895. Aspirant de 1re classe (octobre 1896), il sert sur le cuirassé Redoutable en Méditerranée puis participe à une campagne en Extrême-Orient sur le croiseur Éclaireur. 
Enseigne de vaisseau (octobre 1898), il embarque sur le croiseur Lavoisier en Méditerranée puis passe sur le contre-torpilleur Dunois avant de repartir en Extrême-Orient sur le croiseur D'Entrecasteaux (1901-1903). 
Il sert ensuite sur le croiseur Desaix puis sur l'aviso Dragonne et est nommé lieutenant de vaisseau en avril 1906. Breveté torpilleur en 1907, il fait en 1908 un stage en Angleterre pour y obtenir le brevet d'officier interprète. 
Officier torpilleur sur le cuirassé Condorcet (1910), il est chargé à l’École d'application des aspirants, sur le Duguay-Trouin, en 1911, du cours de torpilles ainsi que de celui d'anglais et sert à l'état-major d'escadre.
En 1915, il est attaché à la base navale de Marseille puis commande en 1916 le torpilleur Averne et la canonnière Curieuse. Capitaine de corvette (juillet 1917), délégué des routes auprès de l'amiral préfet maritime de Bizerte (janvier 1918), il est attaché naval à Madrid en mars 1919 et est promu capitaine de frégate en juin de la même année. 
Commandant du torpilleur Touareg et de la 5e escadrille en Méditerranée (1921-1922), il est attaché naval à Rome en 1923. Capitaine de vaisseau (octobre 1924), il commande le cuirassé Jean-Bart en escadre de la Méditerranée (1925) puis le cuirassé Paris (1927). 
Chef d'état-major du vice-amiral inspecteur général des forces maritimes en Méditerranée (1928), il est promu contre-amiral en mai 1930, commande la marine à Marseille et est nommé commandant de la division navale du Levant en novembre 1932. 
Vice-amiral (février 1935), il prend aussitôt sa retraite pour se concentrer sur l'écriture. Il est élu à l'Académie de marine en juin 1945. Il fut par ailleurs Président de la Société des Œuvres de mer de 1939 à 1948.

## Récompenses et distinctions

### Distinctions
- Chevalier de la Légion d'honneur, 11 juillet 1912[1]
- Officier de la Légion d'honneur, 7 novembre 1920[1]
- Commandeur de la Légion d'honneur, 1er juillet 1931[1]
- Grand-croix du Mérite militaire d'Espagne avec la distinction blanche, 15 mars 1940[2]

### Prix
- Prix de l'Académie française :
  - 1906 - Prix Archon-Despérouses pour Le livre de Loula
  - 1907 - Prix Montyon pour Sous la griffe du Dragon
  - 1942 - Prix Caroline Jouffroy-Renault pour Gerbes vaines

## Œuvres
On lui doit des poèmes, des ouvrages historiques et des récits de voyages : 
- Aquarelles japonaises, 1904
- Le livre de Loula, 1905
- Journal de bord sentimental, les chemins du rêve, 1905
- Les chemins du rêve. Sous la griffe du Dragon, 1906
- Brindilles et feuilles mortes. La Vénus de la grotte, 1910
- Visions de Sicile, 1922
- La blessure de Psyché, 1922
- La Guerre d'Espagne et le catholicisme, 1937
- L'Espagne de Franco, 1939
- Gerbes vaines, 1941
- Histoire de la marine française, sous le pseudonyme Jean de la Jaline, préface de Lucien Lacaze, 1945